# Bacillus cereus
Bacillus cereus is een grampositieve, facultatief anaerobe, bèta-hemolytische, staafvormige bacterie die hittebestendige endosporen vormt. De bacterie en de sporen komen wijd verspreid in de natuur voor. Dit verklaart waarom veel plantaardige voedingsmiddelen (zoals graan, rijst en specerijen) B. cereus bevatten. B. cereus is een opportunistische pathogeen en kan twee soorten toxines vormen: het ene veroorzaakt braken, het andere diarree.

## Symptomen

### Braken
De ziekteverschijnselen veroorzaakt door het braaktoxine cereulide van B. cereus lijken op een intoxicatie door Staphylococcus aureus: misselijkheid en braken, meestal geen diarree. Na een halve dag is men doorgaans hersteld.
De voedselvergiftiging, die een korte incubatietijd heeft (1-6 uren), ontstaat voornamelijk na het eten van rijsthoudende Chinees-Indische gerechten die in een restaurant zijn bereid. In Chinese restaurants wordt de rijst meestal in grote hoeveelheden gekookt. Daarna laat men de rijst een dag afkoelen bij kamertemperatuur (dit verschilt per keuken). De volgende dag wordt de rijst even voor het opdienen opgewarmd of gebakken. Door het koken van de rijst worden de sporen van B. cereus die vaak in grote hoeveelheid aanwezig zijn, niet gedood maar gedeactiveerd. Tijdens het afkoelen van de rijst bij kamertemperatuur ontkiemen de sporen tot nieuwe bacteriën die vervolgens in de rijst het toxine produceren.
Dit braaktoxine is zeer goed bestand tegen hitte (nog actief na een verhitting van 90 min op 121°C) en wordt dus niet vernietigd door de rijst te bakken.

### Diarree
De ziekteverschijnselen veroorzaakt door het voor diarree verantwoordelijke toxine doen denken aan een Clostridium perfringens intoxicatie: buikkrampen, misselijkheid en een waterdunne diarree, maar doorgaans geen braken. De incubatietijd is langer (8-18 uren) en de symptomen verdwijnen spontaan na 12-14 uren. Het toxine dat diarree veroorzaakt is wel hittegevoelig en vatbaar voor enzymatische afbraak in de maag. Dit type pathogenese zal daarom pas ontstaan wanneer B. cereus (bv. als spore) tot in de dunne darm geraakt en daar kan vermenigvuldigen en toxines kan produceren.
De levensmiddelen betrokken bij deze intoxicatie zijn zetmeelrijke producten zoals nagerechten, puddingen, sauzen, soepen evenals vlees- en gevogeltegerechten en rauwe en gekookte groenten. Ook hier is het bewaren van het levensmiddel bij een lauwwarme temperatuur na het koken de oorzaak van de uitgroei van B. cereus.

## Eigenschappen
B. cereus kan groeien bij koelkasttemperatuur. Bij 4 °C gaat dit wel veel langzamer dan 7 °C. Bacillus cereus is hittegevoelig en gaat dood boven de 75 °C. Sporen bacillus kunnen wel tegen hogere temperaturen en deze gaan pas dood door enkele minuten te verhitten boven 121 °C. Recent werden echter ook stammen aangetroffen in gepasteuriseerde melk die bewaard werd bij 4 - 10 °C. Deze psychrotrofe stammen zijn in staat toxinen te produceren bij deze lage temperaturen.
Aangezien B. cereus veel voorkomt in de natuur, is het logisch dat men het soms ook in levensmiddelen terugvindt. Lage aantallen zijn ongevaarlijk, maar men moet voorkomen dat sporen kiemen en de cellen zich vermenigvuldigen.